# La Chaussade
La Chaussade é uma comuna francesa na região administrativa da Nova Aquitânia, no departamento de Creuse. Estende-se por uma área de 7,19 km². Em 2010 a comuna tinha 110 habitantes (densidade: 15,3 hab./km²).